# Pawlo Hrabowskyj

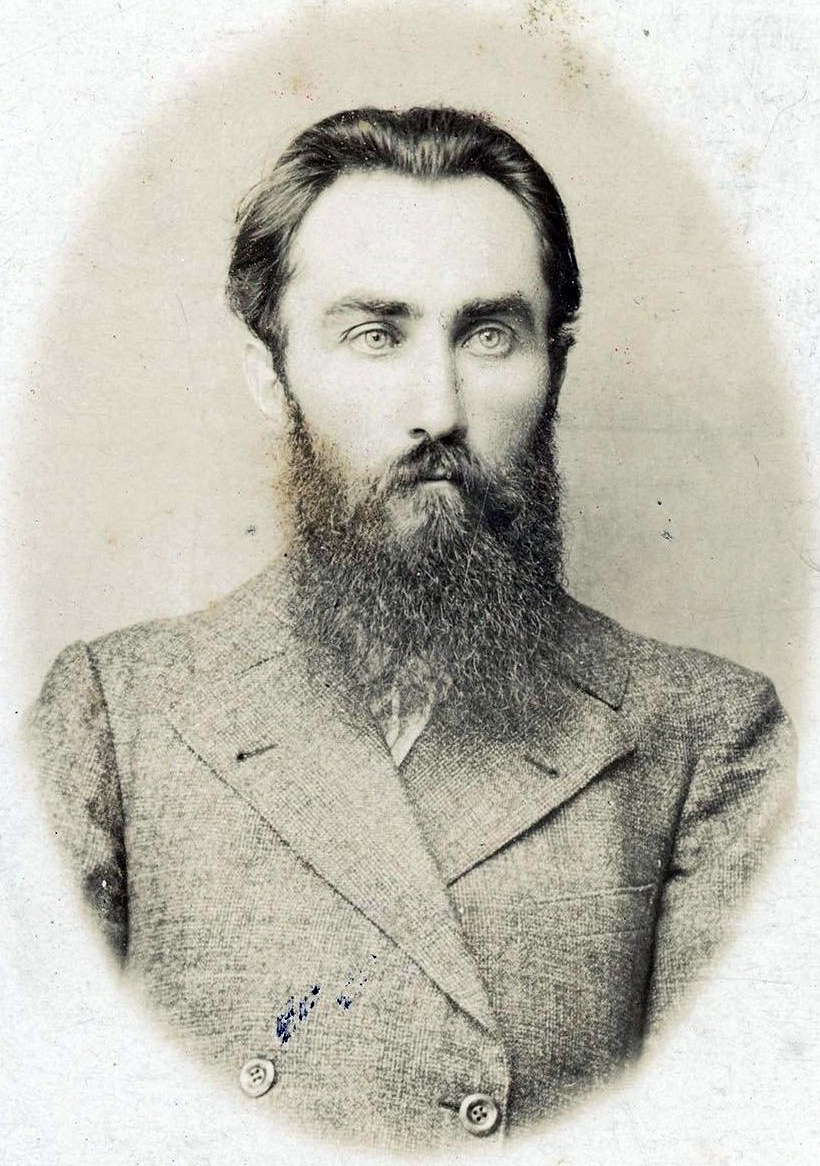
Pawlo Hrabowskyj

Pawlo Arsenowytsch Hrabowskyj (ukrainisch Павло Арсенович Грабовський, russisch Павел Арсеньевич Грабовский Pawel Arsenjewitsch Grabowskij; * 30. Augustjul. / 11. September 1864greg. in Puschkarne, Gouvernement Charkow, Russisches Kaiserreich; † 29. Novemberjul. / 12. Dezember 1902greg. in Tobolsk, Gouvernement Tobolsk, Charkow, Russisches Kaiserreich) war ein ukrainischer Dichter, Essayist, Übersetzer, Publizist und politischer Aktivist.

## Leben
Pawlo Hrabowskyj kam im Dorf Puschkarne (Пушкарне), dem heute nach ihm benannten Hrabowske (Грабовське) in der ukrainischen Oblast Sumy zur Welt.
Ab 1879 besuchte er das theologische Seminar in Charkow, wurde jedoch 1882 auf Grund seiner Verbindung zu einer, den Narodniki nahestehenden, Organisation immatrikuliert, unter Polizeiaufsicht gestellt und in sein Heimatdorf deportiert. Nachdem im Frühjahr 1885 die polizeiliche Aufsicht geendet hatte, kehrte er nach Charkow zurück, arbeitete dort als Korrektor einer Zeitung und setzte seine revolutionäre Tätigkeit fort. Seit seinem Studienbeginn bildete er sich autodidaktisch in seiner literarischen Arbeit weiter.

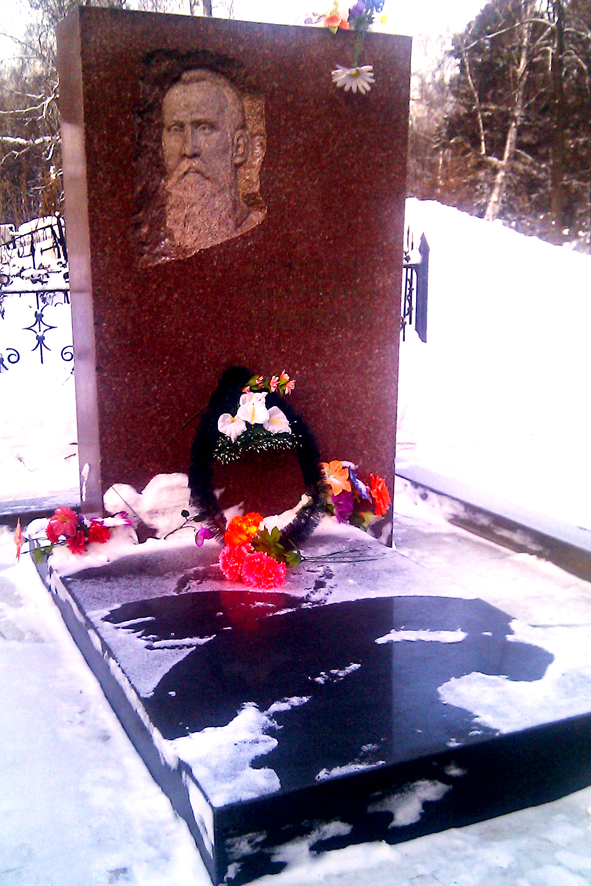
Grab von P. Hrabowskyj in Tobolsk

Im Herbst 1885 zog man ihn in die Russischen Armee ein und versetzte ihn erst nach Turkestan und dann nach Orenburg. Dort wurde er 1886 wegen Verbreitung von Proklamationen gegen die Autokratie verhaftet und kam in ein Charkiwer Gefängnis. 1888, er saß inzwischen im Moskauer Butyrka-Gefängnis ein, wurde er zu fünf Jahren Verbannung nach Sibirien verurteilt.
Seine Verbannung verbrachte er zunächst in Balagansk. Dort schrieb er 1889, zusammen mit weiteren Verbannten, einen Protestbrief an die russische Regierung gegen die Misshandlung der Exilanten, woraufhin die Verfasser im August 1889 verhaftet und in Irkutsk inhaftiert wurden. Im Januar 1893 schickte man ihn nach Wiljuisk und 1896 nach Jakutsk in die Verbannung. 1899 siedelte Hrabowskyj sich in Tobolsk an, wo er 1902 an Tuberkulose starb. Er wurde dort nahe den Dekabristengräbern bestattet.
Pawlo Hrabowskyj war der Vater des sowjetischen Ingenieurs Borys Hrabowskyj (Борис Павлович Грабовський, russisch Борис Павлович Грабовский Boris Pawlowitsch Grabowski; 1901–1966).

## Werke
Hrabowskyj war ein Vertreter der ukrainischen revolutionär-demokratischen Poesie der 1880er-Jahre. Seiner kreative Arbeit befasste sich vorrangig mit gesellschaftlichen und patriotischen Themen in der Tradition von Taras Schewtschenko. 
Die Haft in Irkutsk wurde ein Wendepunkt für seine literarische Arbeit. Nachdem er Informationen über das literarische Leben in Galizien erhielt, entdeckte er seine Übereinstimmung mit Iwan Franko und sandte seine Gedichte zur Veröffentlichung an galizische Zeitungen.
Hrabowskyj übersetzte unter anderem Alexander Puschkin, Michail Lermontow, Kondrati Rylejew, Afanassi Fet, Nikolai Nekrassow, Nikolai Ogarjow, Alexei Pleschtschejew, Michail Michailow (1829–1865), August Harambašić, Ilia Tschawtschawadse, Henry Longfellow, Akaki Zereteli, Awetik Issahakjan, Christo Botew, Maria Konopnicka, Iwan Wasow, Sándor Petőfi, Maurice Maeterlinck, Robert Burns, Voltaire, Walter Scott, Victor Hugo, Charles Baudelaire, Goethe, Heinrich Heine ins Ukrainische, aber auch Werke der ukrainischen Literatur ins Russische.

## Ehrungen
- In Kiew wurde ihm zu Ehren 1952 und 1958 jeweils eine Straße benannt[5]
- In Walky befindet sich zu seinem Gedenken ein Denkmal